# Disco’s Out, Slaughter’s In
Disco's Out, Slaughter's In – split album zawierający nagrania czterech grup deathmetalowych: Lost Soul, Reinless, Dissenter oraz Night Gallery. Wydany został 1999 roku nakładem Novum Vox Mortis.
Kompozycje Lost Soul zostały wydane w 1998 roku na demie zespołu pt. ...Now Is Forever.

## Lista utworów
| Nr  | Tytuł utworu                         | Długość |
| --- | ------------------------------------ | ------- |
| 1.  | „My Kingdom” (Lost Soul)             | 03:03   |
| 2.  | „Malediction” (Lost Soul)            | 02:54   |
| 3.  | „We Want God” (Lost Soul)            | 02:19   |
| 4.  | „Divine Satisfaction” (Lost Soul)    | 02:48   |
| 5.  | „Lost Humanity” (Reinless)           | 03:52   |
| 6.  | „The Old Man” (Reinless)             | 03:40   |
| 7.  | „Tora (Meet into Meet)” (Reinless)   | 03:32   |
| 8.  | „March of Silence” (Reinless)        | 03:33   |
| 9.  | „Moral Insanity” (Dissenter)         | 04:04   |
| 10. | „The End” (Dissenter)                | 03:26   |
| 11. | „Bastard Seeds” (Night Gallery)      | 05:33   |
| 12. | „Another Knifeplay” (Night Gallery)  | 05:21   |
| 13. | „Our Love Means War” (Night Gallery) | 05:27   |
|     |                                      | 49:32   |